# 1524

## أحداث
- تأسيس مدينة هویهويتينانكو وتقع حاليا في غواتيمالا.
- تأسيس مدينة كويتزالتنانغو وتقع حاليا في غواتيمالا.
- تأسيس مدينة بورتو كورتيس وتقع حاليا في هندوراس.
- تأسيس مدينة ليون، نيكاراغوا وتقع حاليا في نيكاراغوا.
- 8 ديسمبر: تأسيس مدينة غراندا، نيكاراغوا [الإنجليزية] وتقع حاليا في نيكاراغوا.

## مواليد
- جوفاني دا بولونيا
- لويس دي كامويس
- سليم الثاني

## وفيات
- بحرق اليمني، عالم مسلم وأديب ومتصوف يمني.
- 24 ديسمبر - المستكشف البرتغالي فاسكو دا غاما.